# Bunomys andrewsi
Bunomys andrewsi is een knaagdier uit het geslacht Bunomys dat voorkomt op Celebes.
Dit dier leeft voornamelijk in laaglandregenwoud in het midden, zuidwesten en zuidoosten van het eiland. Deze soort is waarschijnlijk het nauwste verwant aan Bunomys fratrorum uit het noordwesten en Bunomys penitus uit het midden en zuidoosten van Celebes.
Er is geografische variatie binnen B. adspersus, maar het is nog onduidelijk of dat de aanwezigheid van meerdere soorten of iets dergelijks verraadt. Deze soort heeft drie synoniemen, adspersus Miller & Hollister, 1921, heinrichi Tate & Archbold, 1935 en inferior Tate & Archbold, 1935. Zowel adspersus als heinrichi is lang als een aparte soort gezien. Het karyotype bedraagt 2n = 42, FN = 58.
Bunomys andrewsi · Bunomys chrysocomus · Bunomys coelestis · Bunomys fratrorum · Bunomys penitus · Bunomys prolatus